# Gilles Taurand
Gilles Taurand (París, 2 de juny, 1943) és un guionista i escriptor francès.

## Els inicis
Als 15 anys, Gilles Taurand es va apassionar per les ciències naturals i va conèixer Jean Rostand. El mestre esperava molt que aquest adolescent precoç es converteixi algun dia en biòleg i li ensenyava l'art de la dissecció. Un experiment amb granotes donarà lloc a un petit descobriment que es publicarà en una revista científica l'any 1958: De l’Ovulation des amphibiens anoures es convertirà així en el primer text oficial signat per Gilles Taurand. Després d'abandonar ràpidament els estudis de medicina, va somiar amb convertir-se en escriptor i va començar a escriure La Contagion, una primera novel·la que seria publicada per René Julliard. Aleshores tenia 18 anys.
Després de diversos anys dedicats a la seva tasca com a psicòleg clínic, va impartir classes de francès a l'institut Cours des Petits Champs (París XII). Allà, s'esforça per despertar l'esperit crític dels seus alumnes a través dels escrits de Camus i Sartre en particular. La seva ment aguda i exigent i la seva experiència com a psicòleg li permeten marcar la diferència. Més tard, Frédéric Compain, un dels seus antics alumnes aleshores jove cineasta, li va proposar escriure un curtmetratge: Michel Piccoli és l'actor principal i la pel·lícula, Du Crime considéré comme un des beaux arts, va guanyar el Gran Premi de Curtmetratge al festival de Clermont-Ferrand el 1979.
Paral·lelament, esdevingué guionista i coescrigué Hôtel des Amériques que va ser dirigit per André Téchiné. La pel·lícula, que ara s'ha convertit en culte, no va aconseguir l'èxit esperat quan es va estrenar l'any 1981. Va ser llavors quan Gilles Taurand i el seu amic Olivier Massart es van dirigir a la televisió per escriure pel·lícules de televisió, sèries i dibuixos animats (Clémentine, Moi Renart, Molierissimo, le Fils de l’Etoile, etc.). 
Uns anys més tard, André Téchiné li va donar l'oportunitat de tornar al cinema amb Els joncs salvatges. Va portar el seu amic Olivier Massart a l'aventura i la pel·lícula, aplaudida al Festival de Canes, va ser coronada amb un premi Louis Delluc (1994) i quatre Césars, inclòs el de millor guió (1995).

## Reconeixement
A mitjans de la dècada de 1990, Gilles Taurand va trobar André Téchiné per a qui va coescriure Les Voleurs, Les Égarés i Els joncs salvatges. Aquesta darrera pel·lícula li va permetre obtenir un César al millor guió. Però al mateix temps vol diversificar les seves col·laboracions amb
cineastes tan diferents com Jean-Jacques Zilbermann, Anne Fontaine, Bernard Rapp, Robert Guédiguian, Ursula Meier, Christophe Honoré, Safy Nebbou i Benoît Jacquot.
Al mateix temps, el seu guió de Nettoyage à sec de la directora Anne Fontaine li va valer un premi de guió al Festival de Venècia. El 1999, la seva adaptació de A la recerca del temps perdut de Marcel Proust per a la pel·lícula Le Temps retrouvé, d’après l'œuvre de Marcel Proust de Raúl Ruiz Pino, li permet aconseguir un autèntic reconeixement.
Escriurà així amb joves directors com Rodolphe Marconi (“Stop”, Gran premi del curtmetratge al Festival de Canes de 1999 i Ceci est mon corps presentada a la Quinzena de Cineastes el 2001), Hélier Cisterne (Vandal, Premi Louis-Delluc al primer treball el 2013). Col·labora amb directors més antics com Werner Schroeter, la Nuit de Chien (Festival de Venècia de 2008 i Lleó especial del jurat) serà malauradament la seva darrera pel·lícula.
Gilles Taurand s'ha consolidat com el guionista essencial del cinema francès, treballant amb un gran nombre de cineastes, principalment en cinema d'autor.
Després de la publicació de les seves dues primeres novel·les i de quaranta anys de silenci literari, va publicar la seva tercera novel·la Exécution d’un soldat en gare de Metz.
Gilles Taurand és un cavaller de les arts i les lletres.

## Filmografia

### Llargmetratges
- 1981 : Hôtel des Amériques d’André Téchiné
- 1994 : Els joncs salvatges d’André Téchiné
- 1996 : Les Voleurs d’André Téchiné
- 1997 : Nettoyage à sec d’Anne Fontaine
- 1998 : L'homme est une femme comme les autres de Jean-Jacques Zilbermann
- 1998 : Dormez, je le veux ! d’Irène Jouannet
- 1998 : Alice et Martin d’André Téchiné
- 1999 : Le Temps retrouvé, d’après l’œuvre de Marcel Proust de Raúl Ruiz Pino
- 1999 : Augustin, roi du kung-fu d’Anne Fontaine
- 1999 : Un dérangement considérable de Bernard Stora
- 2000 : Une affaire de goût de Bernard Rapp
- 2001 : Ceci est mon corps de Rodolphe Marconi
- 2001 : Cet amour-là de Josée Dayan
- 2002 : Vingt-quatre Heures de la vie d'une femme de Laurent Bouhnik
- 2003 : Les Égarés d’André Téchiné
- 2005 : Le Promeneur du Champ-de-Mars de Robert Guédiguian
- 2006 : 7 ans de Jean-Pascal Hattu
- 2008 : Home d’Ursula Meier
- 2008 : Nuit de chien de Werner Schroeter
- 2008 : La Belle Personne de Christophe Honoré
- 2008 : Sur ta joue ennemie de Jean-Xavier de Lestrade
- 2009 : L'Armée du crime de Robert Guédiguian
- 2010 : L'Autre Dumas de Safy Nebbou
- 2011 : L'Enfant d'en haut d'Ursula Meier
- 2012 : Les Adieux à la reine de Benoît Jacquot
- 2012 : Comme un homme de Safy Nebbou
- 2013 : Vandal de Hélier Cisterne
- 2014 : Week-ends d'Anne Villacèque
- 2015 : Une histoire de fou de Robert Guédiguian
- 2016 : Les Malheurs de Sophie de Christophe Honoré
- 2016 : Le Cœur régulier de Vanja d'Alcantara
- 2016 : Réparer les vivants de Katell Quillévéré
- 2021 : L'Homme de la cave de Philippe Le Guay
- 2022 : Twist à Bamako de Robert Guédiguian
- 2023 : Le Temps d'aimer de Katell Quillévéré

### Curtmetratges
- 1978 : La Grande crue de 1910 de Frédéric Compain
- 1980 : Du crime considéré comme un des beaux-arts de Frédéric Compain
- 1983 : Le Mécène de Frédéric Compain
- 1995 : Coma de Jean-Pascal Hattu
- 1999 : Stop de Rodolphe Marconi
- 2000 : Le Larbin d’Olivier Coussemacq
- 2001 : Nous deux de Christophe Honoré
- 2003 : Fenêtre sur couple de Claude Lallemand
- 2008 : Les Paradis perdus de Hélier Cisterne

### Televisió
- 1985 : Clémentine de Jean Cubaud (animació)
- 1987 : Moi Renart de Jean Cubaud (animació)
- 1990 : Molierissimo de Bahram Rohani (animació)
- 1991 : C.L.Y.D.E. de Chris Randall (animació)
- 1993 : Omer et le Fils de l'Étoile de Bernard Deyriès i Frédéric Koskas (animació)
- 1993 : Des héros ordinaires. Les portes du ciel de Denys Granier-Deferre
- 1994 : Frères d’Olivier Dahan (collection Tous les garçons et les filles de leur âge, Arte)
- 2002 : Hôpital souterrain de Serge Meynard
- 2003 : À cran, deux ans après d'Alain Tasma
- 2006 : Lettres de la mer rouge d’Emmanuel Caussé i Éric Martin
- 2007 : Opération Turquoise d’Alain Tasma
- 2019 : Tout contre elle de Gabriel Le Bomin
- 2023 : Constance aux enfers de Gaël Morel

## Narracions
- La Contagion, novel·la, éd. Julliard, 1961
- Observation clinique, novel·la, éd. Mercure de France, 1965
- Exécution d’un soldat en gare de Metz, novel·la, éd. Seuil, coll. « Cadre rouge », 262 p., 2005, ISBN 2020798891, ISBN 978-2020798891

## Distincions

### Premis
- 1995 : César al millor guió per Els joncs salvatges d'André Téchiné
- 1997 : Premi al millor guió al Festival de Venècia per Nettoyage à sec d'Anne Fontaine
- 1999 : Premi al millor guió al Festival Internacional de Cinema del Caire per Un dérangement considérable de Bernard Stora
- 2004 : Millor guió, compartit amb Gérard Carré, Marie Montarnal i Alain Tasma, per À cran, deux ans après d'Alain Tasma al Festival de la ficció de TV de Saint-Tropez 2004[5]
- 2009 : Premi al millor guió al Festival de Lecce per La Belle personne de Christophe Honoré

### Nominació
- Césars 1998 : César al millor guió original o adaptació per Nettoyage à sec
- Césars 2001 : César a la millor adaptació per Une affaire de goût
- Césars 2006 : César a la millor adaptació per Le Promeneur du Champ de Mars
- Césars 2009 : César a la millor adaptació per La Belle personne
- Césars 2013 : César a la millor adaptació per Les Adieux à la reine